# Gornji Dobrić
Gornji Dobrić (Servisch cyrillisch Горњи Добрић) is een plaats in de Servische gemeente Loznica. De plaats telt 728 inwoners (2002).